# وینر نویدروف
واینر نویدروف (به آلمانی: Wiener Neudorf) یک منطقهٔ مسکونی در اتریش است که در ناحیه مودلینگ واقع شده است. واینر نویدروف ۸٬۴۲۸ نفر جمعیت دارد.